# Преображенка (Іглінський район)
Преображе́нка (рос. Преображенка, башк. Преображенка) — присілок у складі Іглінського району Башкортостану, Росія. Входить до складу Ауструмської сільської ради.
Населення — 15 осіб (2010; 18 в 2002).
Національний склад:
- білоруси — 33 %
- башкири — 33 %
- росіяни — 28 %